# 桂天吾
桂 天吾（かつら てんご、1996年7月7日 - ）は、上方落語の落語家。米朝事務所所属。本名は浮気 紳吾（うき しんご）。

## 来歴
兵庫県神戸市出身。中学時代は野球に打ち込んでいたが、高校生の時に学校で笑福亭福笑や2代目笑福亭三喬の公演を見る機会があり、それを契機に落語に興味を抱く。
関西学院大学進学後は学内の落語研究会に加入し、四笑亭 笑音（よんしょうてい わいん）の高座名を名乗った。落語研究会では会長を務め、第15回（2018年）全日本学生落語選手権・策伝大賞で決勝に進出したが大賞は逃した。中学高校の社会科教員志望だったものの、大学の単位不足で教員免許が難しくなる。高座を見て好意を持った2代目桂南天への弟子入りを志願し、反対する両親には「ダメでも教員にはなれる」と嘘をついて、大学卒業後の2019年5月1日に弟子入りした。また南天への弟子入りは「出待ち」3度目でようやく会う予定を入れてもらい、さらに2度の面談を経て許された。
2022年にNHK新人落語大賞本戦に初めて進出したが、大賞受賞はならなかった。
2024年5月21日に初の独演会を大阪市の中之島会館で開いた。

## 人物
関西学院大学落語研究会では、先代の会長が桂源太、次の会長が笑福亭喬路だった。天吾と源太は2023年に、全日本学生落語選手権の開催地である岐阜県岐阜市で落語会「二人会」を開き、2024年からは「年季明け」した喬路を加えた「三人会」としている。

## 出演
- 『NEWS×情報 キャッチ+』（サンテレビジョン）月曜レギュラー
- さくらFM　『桂天吾のてんごすなっ！』（毎週水曜日　21:00 - 21:30）Podcast
- ラジオ関西Podcast　神戸放談(2025年4月～　毎週水曜日朝７時頃配信）

## 新聞連載
- 「桂天吾がゆく 伝統を受け継ぐ職人たち」（朝日新聞デジタル毎月第1木曜日：近畿圏、2024年2月23日 - ）[7]。